# エルヴィン・シュレーディンガー
エルヴィン・ルードルフ・ヨーゼフ・アレクサンダー・シュレーディンガー（ドイツ語: Erwin Rudolf Josef Alexander Schrödinger [ˈɛɐ̯viːn ˈʃʁøːdɪŋɐ]、1887年8月12日 - 1961年1月4日）は、オーストリア出身の理論物理学者。シュレディンガーとも表記される。
1926年に波動形式の量子力学である「波動力学」を提唱。次いで量子力学の基本方程式であるシュレーディンガー方程式や、1935年にはシュレーディンガーの猫を提唱するなど、量子力学の発展を築き上げたことで名高い。
1933年にイギリスの理論物理学者ポール・ディラックと共に「新形式の原子理論の発見」の業績によりノーベル物理学賞を受賞した。1937年にはマックス・プランク・メダルが授与された。
1983年から1997年まで発行されていた1000オーストリア・シリング紙幣に肖像が使用されていた。

## 生涯

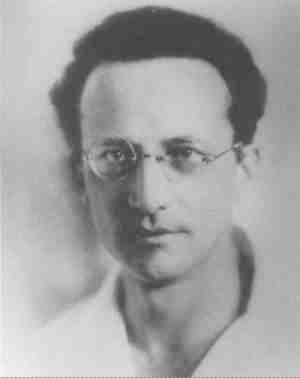
若かりし頃のシュレーディンガー

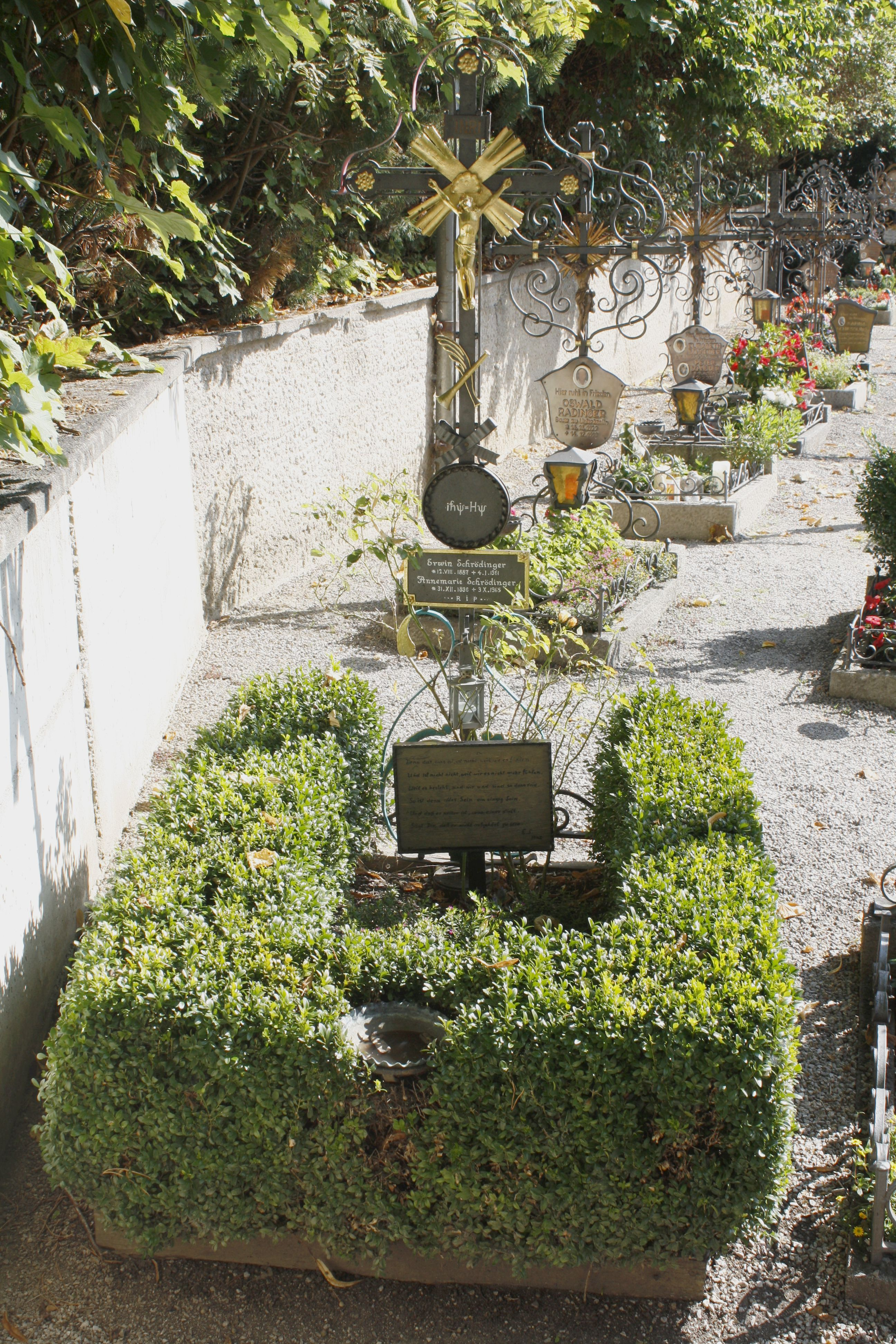
アルプバッハにあるシュレーディンガーと妻アンネマリーの墓。彼らの名前の上にシュレーディンガー方程式が刻まれてある

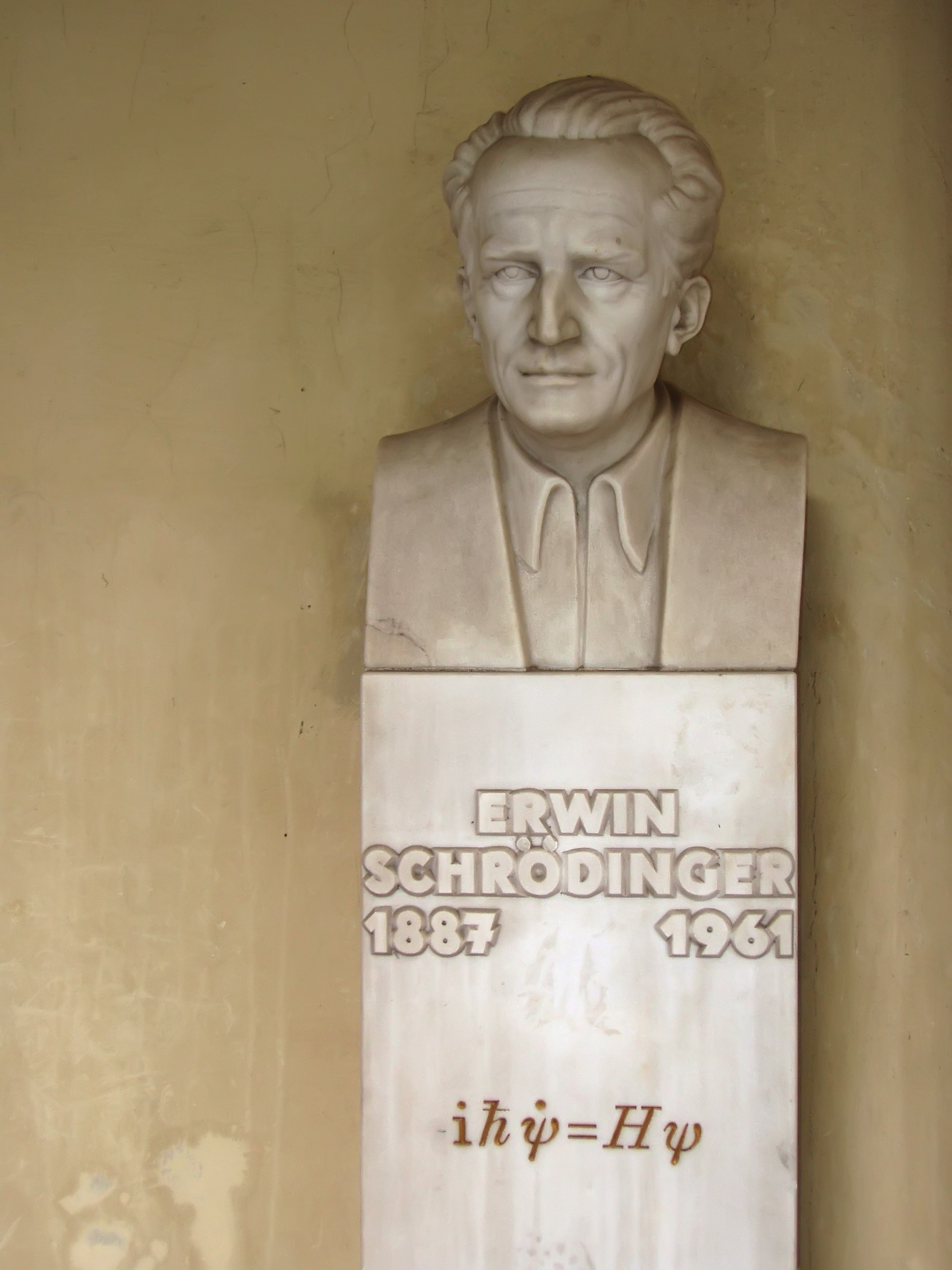
ウィーン大学にあるシュレーディンガーの胸像

1887年8月12日、オーストリア＝ハンガリー帝国のウィーンにて、父ルドルフ・シュレーディンガー（Rudolf Schrödinger）、母エミリー・バウアー（Emily Bauer）の元に生まれる。父ルドルフはバイエルン王国出身で広い教養を持った人物であった。一人っ子のシュレーディンガーも父の影響を受け、少年の頃から多方面に興味を示した。
ギムナジウムでは自然科学のみならず古典言語の文法やドイツの詩、ドイツの哲学者アルトゥル・ショーペンハウアーの作品を好んだ。
1906年にウィーン大学に入学し、物理学を専攻した。ウィーン大学には同国出身の物理学者ルートヴィッヒ・ボルツマンが物理学教授を務めていたが、シュレーディンガーがウィーン大学に入学する直前の1906年9月5日にボルツマンはうつ病により自殺したため、その後任として同国出身の物理学者フリードリヒ・ハーゼノールが教鞭を執った。
シュレーディンガーは、ハーゼノールを通じてボルツマンの学説に強い感銘と影響を受けており、理論物理学者を目指したのもボルツマンの影響が大きい。後にシュレーディンガーはボルツマンについて、
| 「                                        | ボルツマンの考えた道こそ科学に於ける私の初恋と言っても良い | 」 |
| —p249（万有百科大事典 16 物理・数学より） |                                                            |    |

と述べているほどである。
ウィーン大学在学中は連続体力学の固有値問題に取り組み、1910年に博士課程の指導教員にはハーゼノールが携わった。
1911年にウィーン大学物理学研究室の室長であるフランツ・S・エクスナーから実験物理学を教わりながら助手を務めたが、第一次世界大戦の勃発によってシュレーディンガーは1914年から1918年にかけて砲兵の士官としてゴリツィア、ドゥイーノ、システィアーナ、プロセッコ、ウィーンの戦線に従軍した。なお1915年10月7日にハーゼノールはこの戦争により南チロルでイタリア軍と戦って戦死した。
1920年4月6日にアンネマリー・バーテル（Annemarie Bertel、1896年12月3日 - 1965年10月3日）と結婚する。
同年1920年、フリードリヒ・シラー大学イェーナにてドイツの物理学者マックス・ヴィーンの助手を務めた。同年9月にはシュトゥットガルト大学の准教授を務め、1921年はシレジア（当時ドイツ領）のブレスラウ大学（現:ヴロツワフ大学）にて教授を務めた。また同年1921年にスイスのチューリッヒ大学にてドイツの物理学者マックス・フォン・ラウエの後任として6年間、数理物理学教授を務めた。なおチューリッヒ大学の同僚にはオランダの物理学者、化学者であるピーター・デバイやドイツの数学者ヘルマン・ワイルがいた。特にワイルとは親しく交流していた。
チューリッヒ大学在学中の主な研究は固体比熱、熱力学、原子スペクトルであった。また、エクスナーやドイツの生理学者、物理学者であるヘルマン・フォン・ヘルムホルツの影響を受けて、色の生理学的研究も行った。
1925年から1926年にかけてシュレーディンガーは、フランスの物理学者ルイ・ド・ブロイが発見した物質波の概念を基にして量子力学の基礎方程式、シュレーディンガー方程式をハミルトン-ヤコビ方程式などを用いて導出し、波動力学を展開した。この際、力学と光学との間の対応関係を指摘するハミルトンのアナロジーが指針となったと言われる。さらに、ドイツの理論物理学者ヴェルナー・ハイゼンベルクの提唱した行列力学と、自身の波動力学が数学的に同等であることを証明した。シュレーディンガーは量子力学の確立に大いに貢献し、デンマークの理論物理学者ニールス・ボーアの提唱した量子論の結果を完璧なものにしたと言える。
1927年にはフンボルト大学ベルリンにてドイツの物理学者マックス・プランクの後任として教授を務める。しかし1933年にアドルフ・ヒトラーが政権を掌握すると、ユダヤ人学者の弾圧に反対してベルリン大学を辞職し、イギリスに渡ってオックスフォード大学のフェローとなった。同年、波動力学と行列力学とが数学的に同等であることをシュレーディンガーと独立に証明したポール・ディラックと共にノーベル物理学賞を受賞した。
1934年にアメリカ合衆国へ渡り、プリンストン大学で講義を行った。プリンストン大学はシュレーディンガーが亡くなるまで居場所を提供したが、シュレーディンガーは拒否した。その後はエディンバラ大学に向かうはずだったがビザの遅れによって断念し、1936年にはオーストリアのグラーツ大学に教授として留まった。
1935年に、箱の中に猫と放射性物質のラジウムの他、ガイガーカウンターと青酸ガス発生装置を入れるという「シュレーディンガーの猫」の思考実験を提唱する。ドイツの理論物理学者アルベルト・アインシュタイン、ロシアの物理学者ボリス・ポドリスキー、アメリカ合衆国の物理学者ネイサン・ローゼンらが行った思考実験であるアインシュタイン＝ポドルスキー＝ローゼンのパラドックスとは違った、量子力学の欠陥についての指摘を行った。
1937年にドイツ物理学会からマックス・プランク・メダルが授与されたが、1938年にオーストリア併合（アンシュルス）によってオーストリアがドイツに併合され、シュレーディンガーも教授を解任させられた。一時は妻アンネマリーと共にイタリアに亡命した。その後、再度移住したシュレーディンガーはベルギーのゲント大学の教授となったが、1939年の第二次世界大戦の開戦とともに、オーストリアを併合したドイツとベルギーとは敵国となってしまう。同年、当時アイルランド自由国首相であったエイモン・デ・ヴァレラに招聘され、最終的にはアイルランドに亡命し、ダブリン高等研究所で研究を続けた。
1943年にダブリンのトリニティ・カレッジで講演を行なった。
1944年、トリニティ・カレッジでの講演の内容を基にして『生命とは何か』を著し、分子生物学への道を開いた。
1948年にアイルランドの市民権を得た。
1952年に『科学とヒューマニズム』を著した。
1955年に定年退職する。第二次世界大戦後の1956年にはオーストリアに帰国し、母校であるウィーン大学の教授に就任。1958年には『精神と物質』によって人間の意識の解明に取り組んだ。
1961年1月4日、ウィーンで結核のため亡くなる。
遺体はアルプバッハの墓地に、1965年10月5日に亡くなった妻アンネマリーと共に納められた。

## 思想
生涯ヒンドゥー教のヴェーダーンタ哲学に興味を有した（若き日にショーペンハウアーを読み耽った影響）。著書の中で、「量子力学」の基礎になった波動方程式が、東洋の哲学の諸原理を記述している、と語り、『精神と物質』には、次のように記している。「西洋科学の構造に東洋の同一化の教理を同化させることによって解き明かされるだろう。一切の精神は一つだと言うべきでしょう。私はあえて、それは不滅だと言いたいのです。私は西洋の言葉でこれを表現するのは適さないということを認めるものです。」「宗教は科学に対抗するものなのではなく、むしろ宗教は、これとかかわりのない科学的な研究のもたらしたものによって支持されもするものなのであります。神は時空間のどこにも見出せない。これは誠実な自然主義者の言っていることであります。」「西洋科学へは東洋思想の輸血を必要としている。」
晩年の著書でも言及している通り、物理学に対しては強い情愛と理念を持っていた。
私生活では、結婚制度をブルジョア的価値観と軽蔑して複数の妻を持とうとし、婚外子を3人持つなど、奔放な生き方で知られた。ムーアによる伝記研究で明らかにされた複数の女性たちとの関係を認めており、その中には10代の少女も含まれていた。

## 著作
- 『生命とは何か 物理学者のみた生細胞』岡小天・鎮目恭夫共訳、岩波書店〈岩波新書 第72〉、1951年。
  - 『生命とは何か 物理的にみた生細胞』岡小天・鎮目恭夫共訳、岩波書店〈岩波文庫〉、2008年5月。ISBN 978-4-00-339461-8。
- 『科学とヒューマニズム』伏見康治・三田博雄・友松芳郎共訳、みすず書房〈現代科学叢書〉、1956年。
- 『シュレーディンガー選集』 1巻、湯川秀樹監修、田中正ほか訳、共立出版、1974年。
- 『シュレーディンガー選集』 2巻、湯川秀樹監修、田中正ほか訳、共立出版、1974年。
- 『わが世界観　自伝』中村量空ほか訳、共立出版、1987年6月。ISBN 4-320-03240-3。
  - 『わが世界観』橋本芳契監修、中村量空・早川博信・橋本契訳、筑摩書房〈ちくま学芸文庫〉、2002年4月。ISBN 4-480-08689-7。
- 『精神と物質 意識と科学的世界像をめぐる考察』中村量空訳、工作舎、1987年8月。
  - 『精神と物質 意識と科学的世界像をめぐる考察』中村量空訳（改訂版）、工作舎、1999年1月。ISBN 4-87502-305-7。
- 『自然とギリシャ人 原子論をめぐる古代と現代の対話』河辺六男訳、工作舎、1991年11月。ISBN 4-87502-189-5。